# Gastronomia del Gironès i el Pla de l'Estany
La cuina del Gironès i el Pla de l'Estany tracta sobre el menjar i les begudes típics de la cuina gironina i de l'Estany de Banyoles. Aquestes dues comarques fins recentment formaven una comarca, el Gironès, creat el 1940. Aquesta comarca és doncs fruit de la unió de terres de l'Empordà la Selva i la Garrotxa pròximes a Girona i, per tant, homogènia. Hi ha tres zones d'horta, al voltant de Girona, de Cassà de la Selva de Banyoles i Celrà; a l'est hi ha la serra de Gavarres, i a l'oest, la muntanya de Rocacorba. El principal conreu del Gironès són els cereals. Al Pla de l'Estany, és important la producció de xocolata.

## Plats típics
A continuació es detallen els elements més destacables de la gastronomia d'aquesta comarca:
- El xuixo és un dolç d'origen francès que és típic de la ciutat de Girona. És feta de pasta molt tova i mantegosa, espolsada de sucre i farcida de crema. Al voltant d'aquest dolç, hi ha promocions que tracten d'atraure turisme a Girona gràcies al xuixo, com la "Marxa del Xuixo" organitzada per la Fundació Oncolliga Girona i l'Ajuntament gironí amb degustació de xuixos preparats pel Gremi de Pastissers de Girona.[2] És una marxa per a tota la família on es pretén recórrer diferents indrets de Girona tot caminant sense preses per a poder descobrir tots els seus encants. Avui en dia el xuixo ha aconseguit certa popularitat fora de Girona, i es pot trobar a Tarragona, Castelló de la Plana o València. Té tres formes en castellà, chucho, susú i suso.
- Els platillos de menuts són una mena de tapa o entremès que sol acompanyar l'escudella i l'arròs, també típics.[2] Les anxoves són el més típic dels platillos, però solen ser productes de temporada.[3]
- Carn d'olla.[2]
- Botifarra dolça, una botifarra elaborada amb sucre originària de l'Empordà.[2]
- Arròs a la cassola.[2]
- Pollastre farcit.[2]
- Vedella[2]
- Carn a la brasa.[2]
- Cargolada.[2]
- Peus o costella de porc[2]

## Ingredients bàsics
- porc
- caragols
- pollastre
- Arròs
- Anxova

## Fires gastronòmiques
El Pla de l'Estany es destaca la Fira de la Mel de Crespià.
A Riudellots de la Selva se celebra des de l'any 2014 el FiPorc, la Fira del Porc.